# WL Bank
Die WL Bank AG Westfälische Landschaft Bodenkreditbank (Eigenschreibweise WL BANK) war eine Pfandbriefbank in der genossenschaftlichen FinanzGruppe Volksbanken Raiffeisenbanken mit Sitz im westfälischen Münster. Sie fungierte innerhalb der Gruppe als Ansprechpartner für die Immobilienfinanzierung und für öffentliche Kunden.
Vom Hauptsitz in Münster, den Repräsentanzen in Berlin, Düsseldorf, Hamburg und München sowie den Vertriebsstandorten in Frankfurt am Main, Heidelberg und Schwäbisch Gmünd aus betreute die WL Bank einen Kundenkreis von Volksbanken und Raiffeisenbanken, Investoren, Kommunen und kommunalen Unternehmen.
Ende Juli 2018 wurde die WL Bank mit der DG HYP zur DZ Hyp AG fusioniert.

## Geschichte
Im Jahre 1877 wurde das Pfandbriefinstitut unter dem Namen Westfälische Landschaft von westfälischen Landwirten aus dem damaligen Bauernverband gegründet. Dieses Institut sollte auf gemeinnütziger Grundlage den westfälischen Bauern günstigen Realkredit gewähren. Regionale Tätigkeitsschwerpunkte lagen in Westfalen-Lippe und am Niederrhein. Maßgeblichen Anteil an der Gründung des Institutes hatte Burghard Freiherr von Schorlemer-Alst, der Gründer des Westfälischen Bauernvereins. Er sah die Gründung als zwingend notwendig an, um in Westfalen eine Kreditnot zu vermeiden. Kaiser Wilhelm I. bestätigte die Stiftungsurkunde der Landschaft der Provinz Westfalen am 15. Juli 1877 auf der Insel Mainau. 
Nachdem ursprünglich nur land- und forstwirtschaftliche Betriebe finanziert wurden, erweiterte die WL Bank 1973 ihr Geschäft auf Baukredite für den Wohnungsbau und die gewerbliche Immobilienfinanzierung. 1987 fand die Umwandlung in eine Aktiengesellschaft und die Einbindung in die genossenschaftliche FinanzGruppe Volksbanken Raiffeisenbanken statt.

## Überblick
Hauptaktionär der WL Bank mit einem Anteilsbestand von 90,92 % war die DZ Bank AG Deutsche Genossenschafts-Zentralbank. Volksbanken und Raiffeisenbanken waren mit 4,46 % an der WL Bank beteiligt, 4,62 % der WL Bank hielt „historisch bedingt“ die Stiftung Westfälische Landschaft.

## Kennzahlen
| Überschrift            | 2005 | 2006 | 2007 | 2008 | 2009 | 2010 | 2011 | 2012 | 2013 | 2014 | 2015 | 2016 |
| ---------------------- | ---- | ---- | ---- | ---- | ---- | ---- | ---- | ---- | ---- | ---- | ---- | ---- |
| Bilanzsumme (Mrd. EUR) | 31,8 | 36,8 | 40,6 | 40,6 | 43,4 | 43,9 | 42,8 | 41,8 | 39,2 | 38,2 | 36,7 | 37,6 |
| Mitarbeiterzahl        |      | 252  | 263  | 261  | 275  | 293  | 300  | 322  | 321  | 327  | 354  | 379  |